# Jezik (sredstvo sporazumevanja)
|  | Indoevropska        |  | Dravidska         |  | Avstralska         |  | Altajska |
|  | Kitajsko-tibetanski |  | Nigersko-kongoška |  | Kamboško-tajska    |  | Uralska  |
|  | Afroazijska         |  | Nilsko-saharska   |  | Avstralsko-azijska |  | Indijska |

Jêzik je temeljno sredstvo sporazumevanja; to je večinoma besedni jezik, ki ga dopolnjujejo nebesedni jeziki. Z jezikom se opisujejo stvari, dejanja ali abstraktni pojmi. Lahko pa je tudi znakovni jezik.
Obstajajo tudi samostojni nebesedni jeziki, na primer glasbeni jezik, likovni jezik, v matematiki in računalništvu umetni oziroma formalni jeziki, med katere sodijo tudi programski jeziki.
Tudi živali poznajo neko vrsto »jezika«, bolj znana sta jezik čebel in kitov. Ti jeziki se od človeškega razlikujejo po tem, da se v njih živali ne morejo sporazumevati o samem jeziku, kar se imenuje metajezikovna zmožnost.

## Izvor
Teorije o izvoru jezika se med seboj razlikujejo že glede osnovne opredelitve, kaj sploh jezik je. Nekatere teorije temeljijo na predpostavki, da je jezik tako zapleten pojav, da ni mogel kar naenkrat vznikniti, temveč da mora izhajati iz zgodnejših predjezikovnih sistemov, ki so jih uporabljali predniki ljudi. Gre za tako imenovane teorije, temelječe na kontinuiteti. Nasproti tem pa obstajajo teorije, da je jezik tako edinstvena človekova značilnost, da ga ni možno primerjati z ničimer pri neljudeh in se je moral zato pojaviti naenkrat pri prehodu iz stopnje predčloveških prednikov na zgodnje ljudi. Te teorije lahko imenujemo teorije, temelječe na diskontinuiteti. Podobno teorije, temelječe na tvorbenem pogledu Chomskega na jezik, opredeljujejo jezik kot vrojeno sposobnost, ki je v veliki meri zapisana v genih, medtem ko funkcionalistične teorije jezik vidijo kot predvsem kulturni sestav, priučen s socialnimi interakcijami.
Pravzaprav je edini slavni zagovornik na diskontinuiteti temelječe teorije o izvoru jezika jezikoslovec in filozof Noam Chomsky. Chomsky predpostavlja, da je prišlo pri prednikih do naključne genetske mutacije, ki je omogočila sposobnost govora."
Večina znanstvenikov zagovarja teorije, temelječe na kontinuiteti, vendar se te razlikujejo v opisu razvoja. Tisti, ki vidijo jezik kot pretežno vrojeno sposobnost človeka, na primer psiholog Steven Pinker, predpostavljajo, da je jezik razvil z nadgradnjo živalskih kognitivnih sposobnosti, medtem ko tisti, ki imajo jezik zlasti za socialno priučeno orodje komunikacije, na primer psiholog Michael Tomasello, menijo, da se je razvil iz živalske komunikacije pri prvakih. Nekateri na kontinuiteti temelječi modeli predpostavljajo, da je izvor jezika v glasbi, kar so menili na primer že Rousseau, Herder, Humboldt in Charles Darwin. Slaven zagovornik glasbenega izvora jezika je arheolog Steven Mithen.
Stephen Anderson navaja, da se je jezik pojavil pred 60.000 do 100.000 leti in da je možno, da imajo vsi jeziki sveta skupnega prednika.
Ker se je jezik pojavil zelo zgodaj v človeški prazgodovini, ni ostala nikakršna sled prastarega jezika in velja, da ga danes s primerjalno metodo ni možno rekonstruirati. Teorije, temelječe na kontinuiteti, iščejo pri živalih, na primer primatih, komunikacijske značilnosti, ki bi jih lahko primerjali s predčloveško obliko jezika. Zgodnji človeški fosili kažejo na sledi telesne prilagoditve na govor (npr. velikost možganov glede na telesno maso, oblika žrela, ki omogoča tvorbo glasu) ter na predjezikovne oblike simbolnega vedenja (najdena orodja in artefakti).
Na splošno velja, da predčloveški avstralopiteki niso poznali komunikacijskih sestavov, bistveno drugačnih kot jih poznajo danes človeku podobne opice, glede podaja rodu Homo pred okoli 2,5 milijona let pa so teorije različne. Nekateri znanstveniki zagovarjajo domnevo, da je že Homo habilis (pred 2,3 milijona let) poznal primitiven jeziku podoben sestav (protojezik), drugi pa menijo, da se je razvoj primitivnih simbolnih komunikacijskih sposobnosti začel s Homo erectusom (pred 1,8 milijona let) ali šele Homo heidelbergensisom (pred 0,6 milijona let). Pravi jezik naj bi se razvil pri sodobnem človeku (Homo sapiens) v starejši kameni dobi pred manj kot 100.000 leti.

## Jezikovna raznolikost
| Jezik         | Materni govorci (milijoni) |
| ------------- | -------------------------- |
| mandarinščina | 848                        |
| španščina     | 329                        |
| angleščina    | 328                        |
| portugalščina | 250                        |
| arabščina     | 221                        |
| hindi         | 182                        |
| bengalščina   | 181                        |
| ruščina       | 144                        |
| japonščina    | 122                        |
| javanščina    | 84.3                       |

Živi jezik je jezik, ki je v širši uporabi kot prvotna oblika komunikacije v določeni skupini živečih ljudi. Ocena števila živih jezikov v svetu se giblje med 6.000 in 7.000, odvisno od opredelitve, kaj je jezik, zlasti glede na razmejitev jezikov in narečij. Za nepoznavanje točnega števila svetovnih jezikov je poleg različnih meril za določanje, kdaj gre pri dveh različnih govorih za jezik, tudi ta, da vsi človeški govori še niso raziskani. To velja posebej za Afriko in nekatere predele Azije.
Leta 2015 je SIL Ethnologue, spletna publikacija o svetovnih jezikih, navajal 7.102 živih jezikov. Ethnologue opredeljuje jezike glede na medsebojno razumljivost in zato vključuje nekatere govore, ki jih konzervativnejše razvrstitve umeščajo med narečja. Kot ločena jezika na primer navaja danščina in jutlandski jezik, ki ga sicer večina znanstvenikov skupaj uvršča v enoten jezik danščino.  Prav tako navedbe števila govorcev v publikaciji Ethnologue pogosto temeljijo na starih podatkih in so nekateri jeziki na seznamu medtem že izumrli. Po navedbah publikacije Ethnologue je v svetu 389 jezikov (ali okoli 6 % vseh), ki imajo več kot milijon govorcev. Ti jeziki skupno pokrivajo 94 % celotnega svetovnega prebivalstva oziroma 94 % preostalih jezikov pokriva le 6 % prebivalstva. V preglednici na desni so navedeni svetovni jeziki z največjim številom govorcev, in sicer glede na podatke iz publikacije  Ethnologue leta 2009.

## Jezik kot del kulture
Zaradi narave jezika kot jo zaznamo kot prilagodljivost, gibkost, točnost, zahtevnost se vsebina ob prehajanju z enega na drug jezik spreminja. Prevajalci jezikov so tako osebe, na katerih sloni odgovornost prehajanja z ene v drugo kulturo in jezik. Spoštovanje prevajalcev oz spoštovanje prevajalca je tako ključno za pravilno sporazumevanje narodov. Odgovornost prevajanja ni vedno cenjena, plitko znanje jezika pa lahko prinese nesporazume.
Spoštovanje jezikovnih zakonitosti pri preučevanju jezika služi tudi pri razumevanju širših lastnosti govorcev tega jezika.

## Citirana dela
Anderson, Stephen (2012). Languages: A Very Short Introduction. Oxford: Oxford University Press. ISBN 978-0-19-959059-9.
Chomsky, Noam (2000). The Architecture of Language. Oxford: Oxford University Press.
Fitch, W. Tecumseh (2010). The Evolution of Language. Cambridge: Cambridge University Press.
Foley, William A. (1997). Anthropological Linguistics: An Introduction. Blackwell.
Pinker, Steven (1994). The Language Instinct: How the Mind Creates Language. Perennial.
Tomasello, Michael (2008). Origin of Human Communication. MIT Press.
Ulbaek, Ib (1998). »The Origin of Language and Cognition«.  V J. R. Hurford & C. Knight (ur.). Approaches to the evolution of language. Cambridge University Press. str. 30–43.